# 뉴스센터 13
《뉴스센터 13》은 대한민국 연합뉴스TV에서 평일 낮 12시 50분, 주말 오후 1시에 방송되었던 연합뉴스TV의 낮 종합뉴스 프로그램이다. 주말, 공휴일에는 《뉴스 13》으로 방송된다.

## 방송 시간
| 방송 채널  | 방송 기간                          | 방송 시간                                                                  |
| ---------- | ---------------------------------- | -------------------------------------------------------------------------- |
| 연합뉴스TV | 2011년 12월 1일 ~ 2021년 11월 30일 | 평일 낮 12시 40분 ~ 오후 1시 50분 (1시간 10분) 주말 오후 1시 ~ 2시 (1시간) |
| 연합뉴스TV | 2021년 12월 1일 ~ 2022년 6월 3일   | 평일 낮 12시 55분 ~ 오후 2시 (1시간 5분) 주말 오후 1시 ~ 2시 (1시간)       |
| 연합뉴스TV | 2022년 6월 7일 ~ 현재              | 평일 낮 12시 50분 ~ 오후 2시 (1시간 10분) 주말 오후 1시 ~ 2시 (1시간)      |

## 앵커
- 김승재 아나운서 (남)
- 이보현 아나운서 (여)

## 경쟁 뉴스 프로그램
- 뉴스A LIVE (채널A)
- 보도본부 핫라인 (TV조선)
- 뉴스N이슈 (YTN)